# 카모세

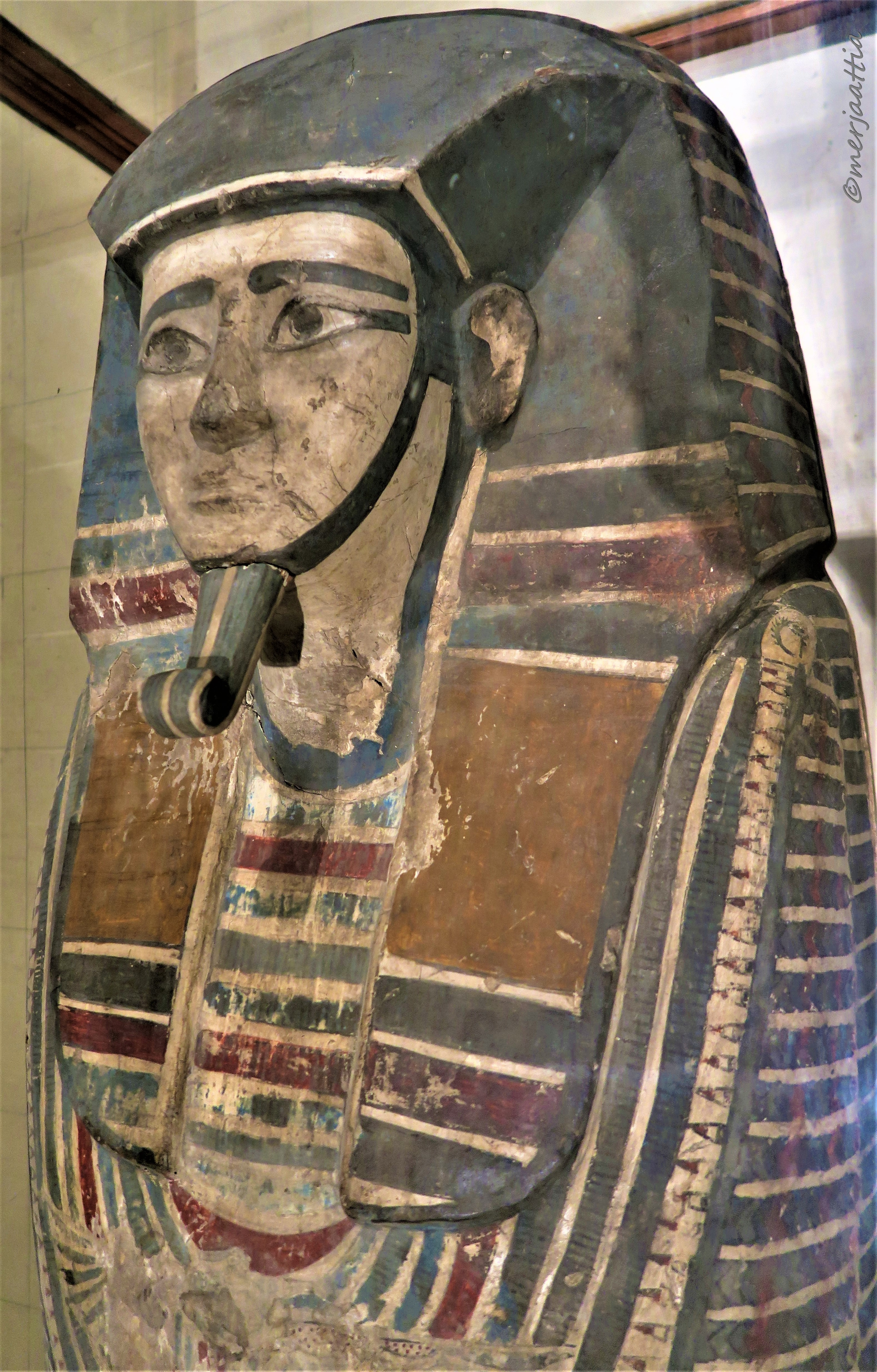

카모세는 이집트 제17왕조의 마지막 파라오이다. 아마도 타오 2세와 아호텝의 아들이자, 18왕조의 창시자인 아흐모세 1세의 형이었다. 그의 지배기간을 끝으로 이집트 제2중간기도 끝이 난다.
카모세는 대략 5년 정도를 다스렸다. 그는 재위한 기간 동안 힉소스 출신의 이집트 제15왕조와 경쟁하였다. 그의 아버지는 전투에 참가하지만 전투에서 목숨을 잃는다. 카모세 또한 그 전투에서 전사하였으며, 그의 어머니 아호텝은 카모세의 죽음 후에, 힉소스와 전투에 참가하였다.
그리고 그의 동생, 아흐모세 1세가 힉소스를 물리치고 새 왕조를 열었다.
| 전임 타오 2세 | 이집트 제17왕조의 파라오 기원전 1573년 ~ 기원전 1570년 | 후임 아흐모세 1세 |